# Heighington (Durham)
Heighington is een civil parish in het bestuurlijke gebied Darlington, in het Engelse graafschap Durham.

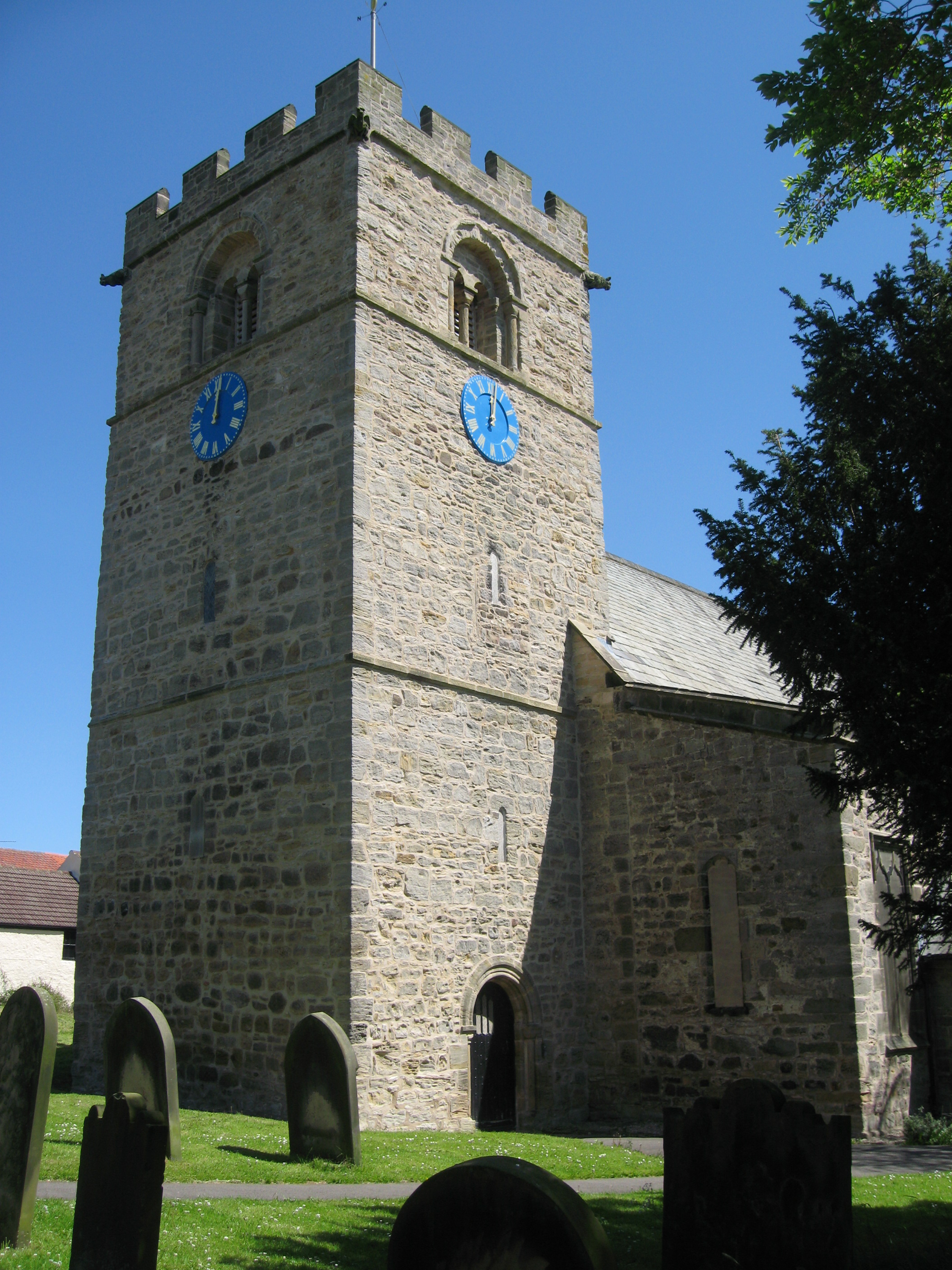
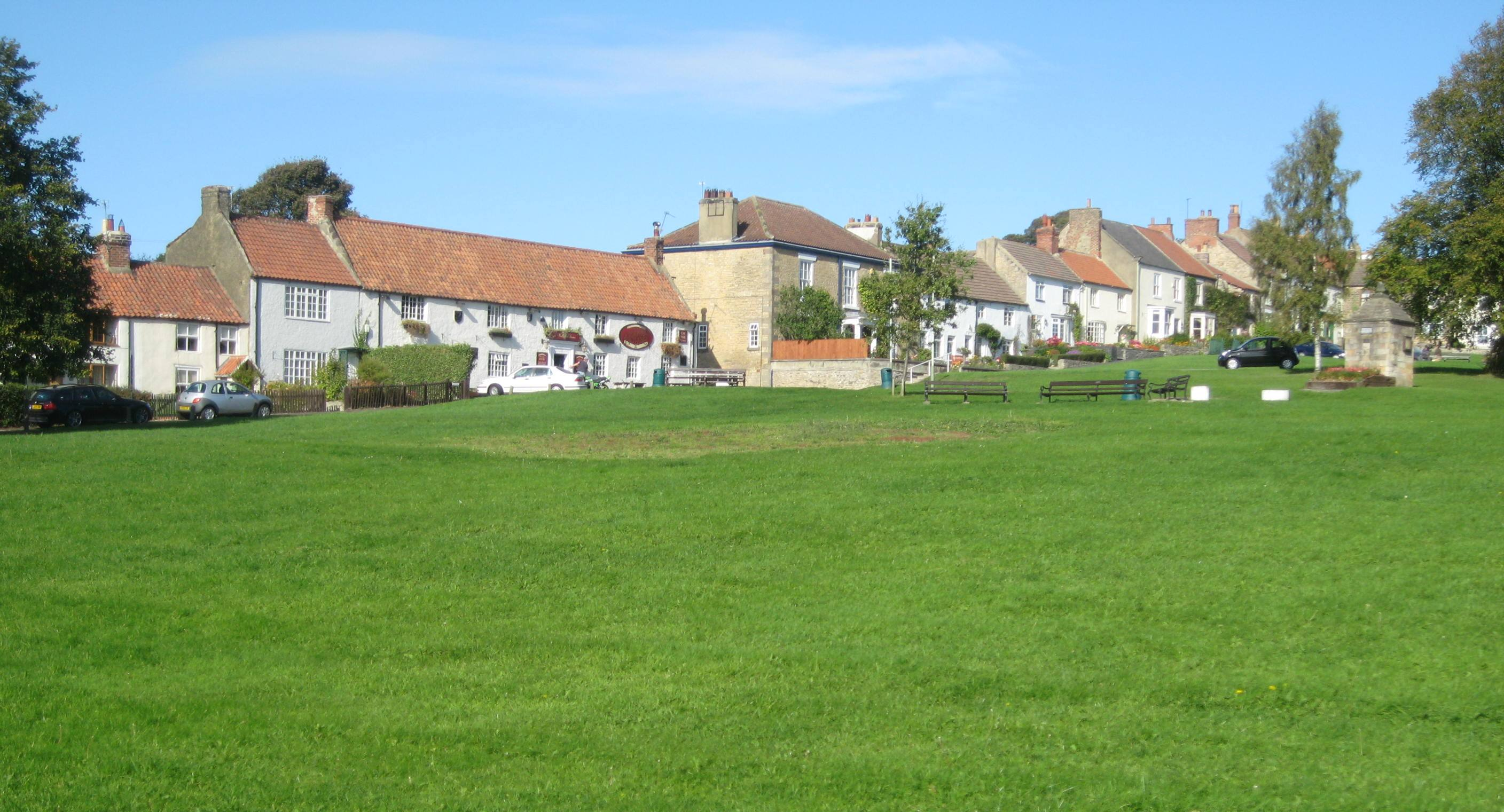
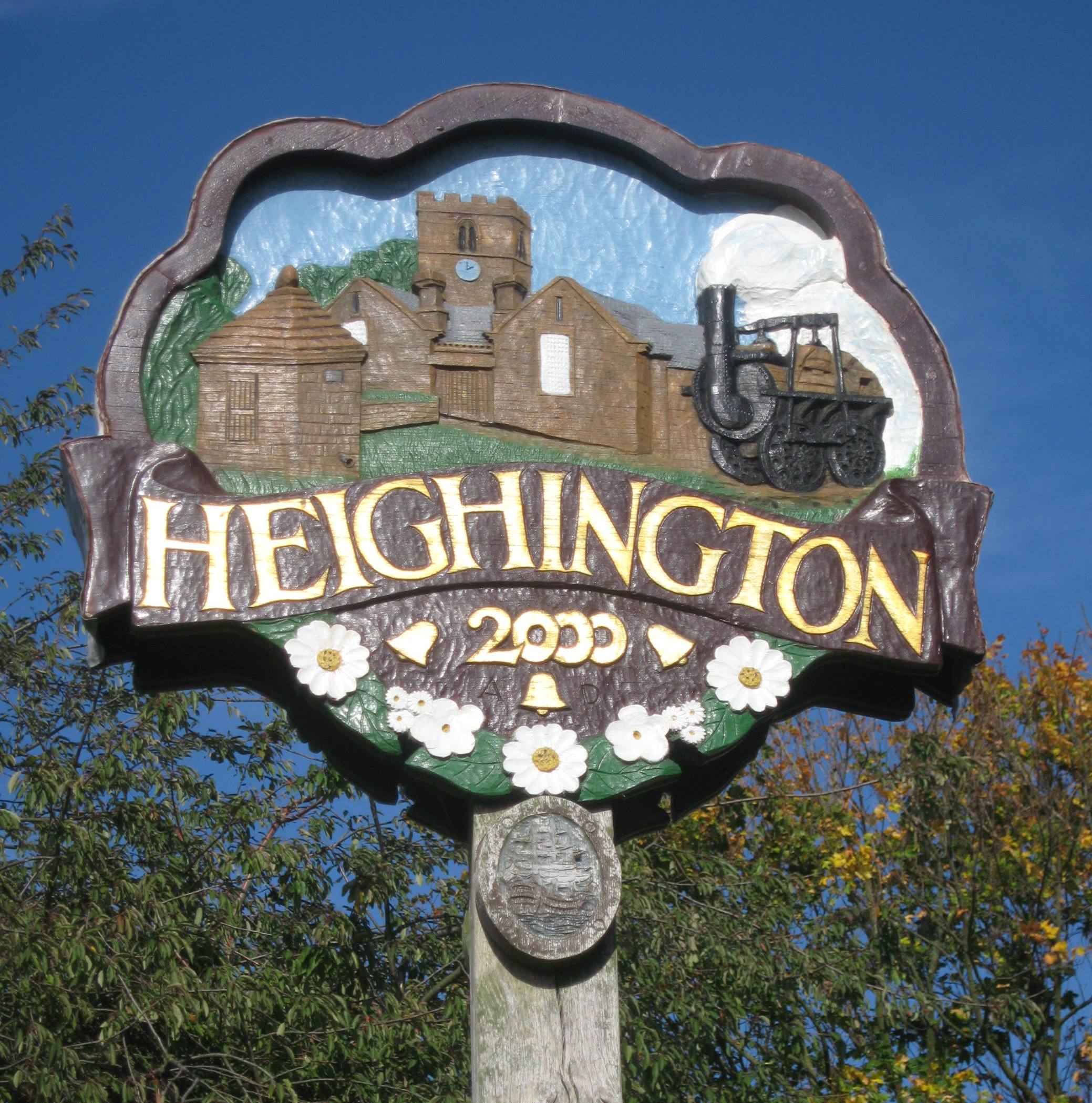